# Pectinodon
Pectinodon – wymarły rodzaj dinozaura, teropoda z grupy celurozaurów i maniraptorów oraz rodziny Troodontidae.
Kopalne ślady nieznanego wówczas rodzaju dinozaura znalezione zostały w USA, na wschodzie stanu Wyoming w 1982. Znajdowały się pośród skał formacji Lance, która powstała pod koniec okresu kredowego. Holotypowy okaz – ząb młodego osobnika – został znaleziony w okolicy Bushy Tailed Blowout w hrabstwie Niobrara i oznaczony jako UCM 38445 i UCMPV5711. Ząb miał 6,2 mm wysokości oraz 3,7 mm szerokości. Został wcześniej opisany przez Estesa w 1964 jako ząb nieokreślonego bliżej dinozaura z rodzaju zaurornitoid (rodzaj dinozaura opisany w 1924 na podstawie znaleziska z pustyni Gobi, bliski krewny Troodon). Ponadto ustanowiono paratypy również będące zębami. Carpenter podaje wśród cech diagnostycznych rodzaju zakrzywione, silnie spłaszczone bocznie korony zębów o pozbawionym ząbkowania czy innych nierówności przednim brzegu i zaokrąglonej krawędzi. Wspomniane ząbkowanie, z brzegu przeświecające, pośrodku najsilniej wyrażone, prostopadłe do osi pionowej zęba, zauważa się natomiast na tylnym jego brzegu. Poszczególne ząbki są nieco tylko mniejsze od szczytu zęba, skierowanego w tył, prawie równoległego do podstawy korony. Jak pisze Carpenter, pierwszy z ząbków leży zaraz pod szczytem zęba i nie jest istotnie od niego mniejszy (istotna różnica w stosunku do znacznie mniejszych ząbków u dromeozaurów), u podstawy korony zaś towarzyszą sobie dwa ząbki. Dzięki rzeczonym cechom badacz mógł opisać nowy rodzaj dinozaura, któremu nadał nazwę Pectinodon. Wybór takiej nazwy uzasadnił, odwołując się do łacińskiego słowa pectin oznaczającego grzebień oraz greckiej cząstki odon oznaczającej ząb. Naukowiec umieścił w rodzaju pojedynczy gatunek Pectinodon bakkeri. Epitetem gatunkowym chciał uhonorować Boba Bakkera w uznaniu jego zasług w badaniach dinozaurów. Motywując to spłaszczeniem zębów i charakterem ząbkowania, Carpenter zaliczył Pectinodon do rodziny Saurornithoididae. Rodzinę taką kreował w 1974 Rinczen Barsbold, wskazując słabą definicję i niepewność rodziny Troodontidae. Nazwa ta została zaakceptowana przez społeczność naukową, jednakże kolejne badania zmieniły jej status. Dzięki pracy Currie udało się zsynonimizować Stenonychosaurus inequalis z Troodon formosus, co zapewniło pewność Troodontidae. Jako że nazwy tej użył Sternberg w 1932, a więc znacznie wcześniej przed Barsboldem, to nazwa Troodontidae ma priorytet. Badania geologiczne wskazują, że pod koniec kredy tereny, na których odnaleziono skamieniałości Pectinodon stanowiły ciepłą, położoną nisko nad brzegiem cofającego się na wschód śródlądowego morza równinę zalewową. Panował na niej klimat podzwrotnikowy.